# Leers-et-Fosteau
Leers-et-Fosteau is een dorp in de Belgische provincie Henegouwen, en een deelgemeente van de Waalse gemeente Thuin.
Leers-et-Fosteau was een zelfstandige gemeente, tot die bij de gemeentelijke herindeling van 1977 toegevoegd werd aan de gemeente Thuin.

## Geschiedenis

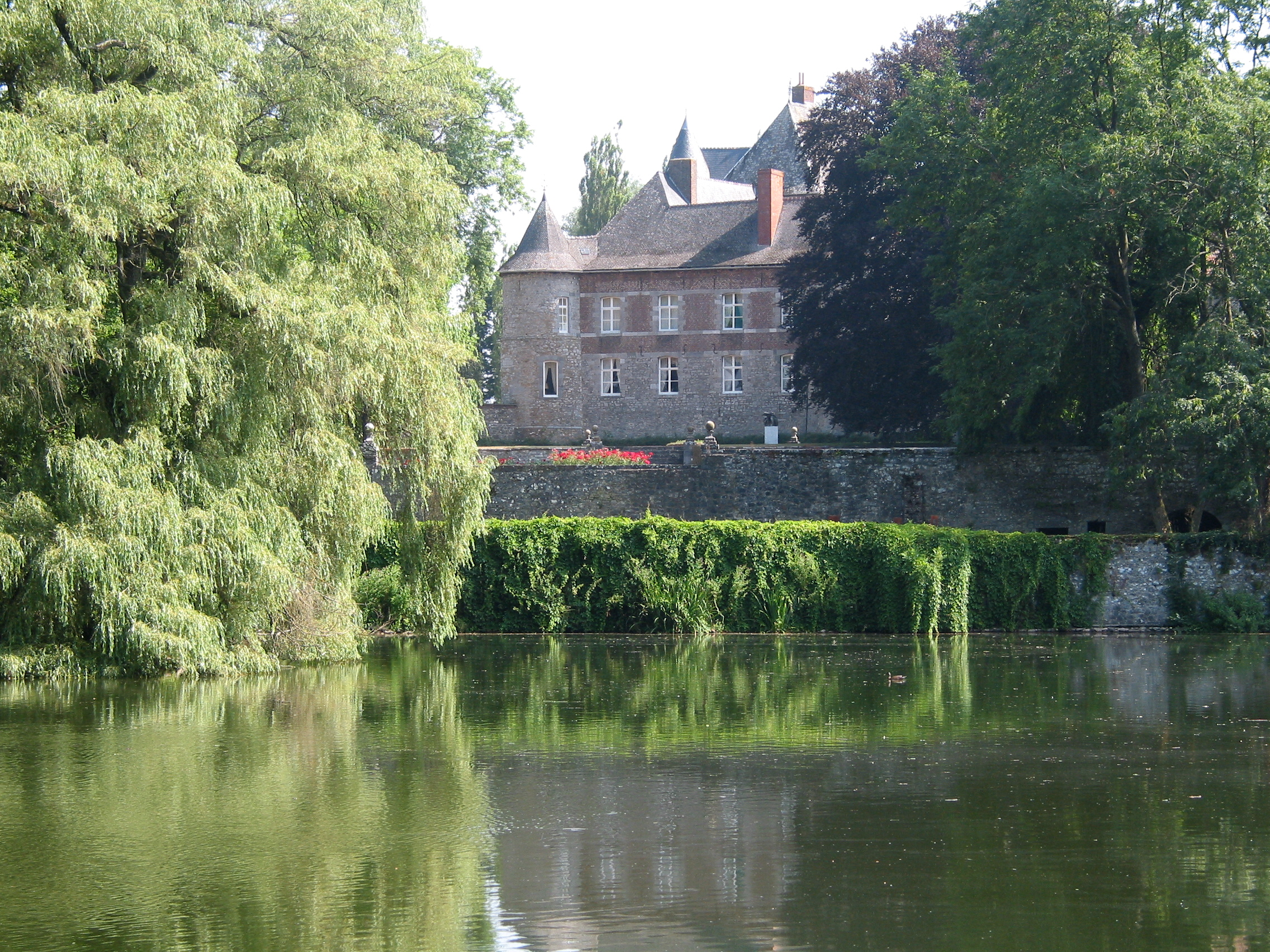
Kasteel van Leers-et-Fosteau

Op het einde van de negende eeuw behoorde Leers tot het domein van de abdij van Lobbes. Vanaf de 12de eeuw had ook de abdij van Aulne er bezittingen. De heerlijkheid van Fosteau werd in 1235 opgericht door de abt van Lobbes. Er werd een kasteel opgericht, waarvan de oudste overblijfselen uit de 14de eeuw dateren, het kasteel van Fosteau.
Het kasteel lag iets ten oosten van de kern van het dorpje, ook wel Laire gespeld, dat zicht uitstrekte langs de weg die Lobbes en Thuin in het noorden met Beaumont in het zuiden verbond. Er stonden twee kapellen vanaf de 15de eeuw, een in Leers en een in Fosteau.
In 1842 werd de Rue de Sartiaux aangelegd, de huidige N559, die de dorpskern doorsnijdt. Langs deze weg, bij de dreef naar het kasteel, werd de herberg en afspanning Tournebride gevestigd.
In 1849 werd een protestantse kerk opgericht, door de markies d'Aoust die na zijn bekering ook een deel van de bevolking in zijn kielzog meekreeg.

## Demografische ontwikkeling
- Bronnen:NIS, Opm:1831 tot en met 1970=volkstellingen